# Campionati europei a squadre di judo 2022
I Campionati europei a squadre di judo 2022 si sono svolti a Mulhouse, in Francia, il 12 novembre 2022.

## Risultati
| Evento               | Oro | Argento | Bronzo |
| Gara a squadre mista | Francia Benjamin Axus Guillaume Chaine Léa Fontaine Marie-Ève Gahié Priscilla Gneto Faïza Mokdar Alexis Mathieu Margaux Pinot Emre Sanal Loris Tassier Joseph Terhec Julia Tolofua | Paesi Bassi Pleuni Cornelisse Frank de Wit Marit Kamps Jesper Smink Jelle Snippe Jur Spijkers Karen Stevenson Shannon van de Meeberg Sanne van Dijke Matthijs van Harten | Germania Seija Ballhaus Alexander Gabler Marlene Galandi Laila Göbel Raffaele Igl Dario Kurbjeweit Garcia Johann Lenz Sarah Mehlau Lea Schmid Jonas Schreiber Peter Thomas Alexander Wieczerzak Turchia Sebile Akbulut Minel Akdeniz Ömer Aydın Hasret Bozkurt Münir Ertuğ Bayram Kandemir |

## Medagliere
| Posiz. | Nazione     | Oro | Argento | Bronzo | Totale |
| ------ | ----------- | --- | ------- | ------ | ------ |
| 1      | Francia     | 1   | 0       | 0      | 1      |
| 2      | Paesi Bassi | 0   | 1       | 0      | 1      |
| 3      | Germania    | 0   | 0       | 1      | 1      |
| 3      | Turchia     | 0   | 0       | 1      | 1      |
| Totale | Totale      | 1   | 1       | 2      | 4      |